# Gérard Cuvier
Gérard Cuvier ne le 30 juin 1940 à Privas et mort le 21 juillet 1992 à Conflans-Sainte-Honorine est un inventeur, comédien de théâtre, acteur de publicités et de cinéma français. Il fut notamment connu pour avoir interprété le personnage publicitaire Monsieur Plus.

## Biographie
Gérard Cuvier commence sa carrière comme comédien et, pendant son temps libre, développe des inventions qu'il brevette et présente à la télévision, comme un système pour maintenir les couvertures sur un lit, ou un procédé de fabrication d'objets miniatures.
En 1978, le publicitaire Daniel Robert invente le personnage Monsieur Plus pour une publicité de la biscuiterie allemande Bahlsen, à la télévision et dans la presse écrite. Le personnage y donne des coups de coude dans le sac en toile de jute du cuisinier, faisant tomber toujours plus de noisettes dans les chaudrons, et s'écrie « Plus ! ». Gérard Cuvier n'est pas présent dans la première campagne mais lorsqu'il la rejoint, ses interprétations mémorables font associer définitivement le personnage Monsieur Plus à sa silhouette de moustachu au nœud papillon. À sa mort, après une douzaine d'années à incarner le personnage, il est remplacé dans ce rôle, mais le personnage est retiré après un an, faute de succès auprès du public.
Gérard Cuvier, qui habitait sur un remorqueur se noie le 21 juillet 1992 lors d'une promenade en barque à Conflans-Sainte-Honorine.

## Théâtre
- 1967 : Gisèle ou La mort du président,  de Bernard Da Costa mise en scène Pierre Spivakoff  au Café Vivienne (2 rue Vivienne)
- 1990 : Apostrophons-nous, mise en scène Jean-Pierre Duchoud T.V.Q. de Montreux : Victor Hugo

## Roman
- 1971 : Oh! Laurent, Filipacchi, collection Mlle age tendre

## Filmographie

### Cinéma
- 1977 : Le Roi des bricoleurs
- 1981 : La Flambeuse : le patron du bistrot
- 1980 : Plein Sud : le garçon du wagon-restaurant
- 1982 : La Boum 2 : usager RATP[5]
- 1983 : Papy fait de la résistance
- 1986 : Suivez mon regard
- 1991 : Une époque formidable... : un clochard

### Télévision
- « Anthologie du système D : Gérard Cuvier » [vidéo], sur ina.fr, vidéo du 2 mars 1969
- « Anthologie du système D : Comme on fait son lit » [vidéo], sur ina.fr, vidéo du 2 mars 1969
- La Classe, épisode du 25 février 1987
- « Télé Caroline : Présentation catastrophe de Jacques Gourier » [vidéo], sur ina.fr, épisode du 3 novembre 1989

### Publicité
- « Balhsen Chokini Croissant de lune : Biscuit » [vidéo], sur ina.fr, 10 octobre 1991
- « Balhsen Apérifruits : Biscuits apéritif gamme » [vidéo], sur ina.fr, 12 novembre 1991
- « Bahlsen Stackers : Chips apéritif gamme salé goût paprika goût pizza » [vidéo], sur ina.fr, 10 février 1992
- « Bahlsen Stackers : Chips apéritifs salé goût paprika goût pizza » [vidéo], sur ina.fr, 29 aout 1992
- « Bahlsen Graffiti : Biscuit chocolat lait ou chocolat noir » [vidéo], sur ina.fr, 16 septembre 1992, diffusion posthume